# Єроко
Єроко (рос. Ерокко) — село у Лескенському районі Кабардино-Балкарії Російської Федерації.
Орган місцевого самоврядування — сільське поселення Єроко. Населення становить 812 осіб.

## Історія
Згідно із законом від 27 лютого 2005 року органом місцевого самоврядування є сільське поселення Єроко.

## Населення
| 2002 | 2010 | 2012 | 2013 | 2014 | 2015 | 2016 |
| ---- | ---- | ---- | ---- | ---- | ---- | ---- |
| 960  | ↘812 | ↘804 | ↗811 | ↗814 | ↘808 | →808 |
| 2017 | 2018 | 2019 | 2020 |      |      |      |
| ↗810 | →810 | ↘808 | ↗819 |      |      |      |